# Оттавиани, Джузеппе
Джузеппе Оттавиани (англ. Giuseppe Ottaviani) — итальянский музыкант, исполняющий музыку в жанре транс. Родился 12 ноября 1978 года в Милане.

## Биография
Оттавиани начал учиться играть на пианино в возрасте четырёх лет в Витербо, маленьком городе недалеко от Рима. После поступления в музыкальную школу ребёнком и изучения классической музыки будучи подростком, он открыл для себя электронную музыку. Джузеппе начал играть свои первые DJ-сеты в клубах и на местных радиостанциях в 1995, а позже стал использовать компьютер для создания своей музыки. В 1999 году он встретил диджеев Andrea Ribeca и Giacomo Miccichè, и они решили создать свой музыкальный проект NU NRG; группа начала выпускать треки на лейбле Vandit Records в 2001 году.
Джузеппе покинул NU NRG в 2005, чтобы начать сольную карьеру. Большинство его треков выпущено на Vandit, например, Linking People, Through Your Eyes и No More Alone с вокалом Stephen Pickup.
Джузеппе Оттавиани также работал с Paul van Dyk над двумя треками его альбома In Between: Far Away и La Dolce Vita.
Большую часть последнего десятилетия Джузеппе Оттавиани на выступлениях играл музыку в живую на MIDI-контроллерах, а не использовал CD-плееры.

## Дискография

### Синглы (сольные)
- 2005 — 'Linking People'
- 2006 — 'Through Your Eyes / Clambake'
- 2006 — 'Until Monday'
- 2007 — 'Beyond Your Thoughts'
- 2008 — 'Far Away' (with Paul van Dyk)
- 2008 — 'No More Alone'
- 2009 — 'Fallen'
- 2009 — 'Our Dimension'
- 2009 — 'Angel'
- 2012 — 'Toys' (with Betsie Larkin)
- 2012 — 'Lost For Words' feat. Amba Shepherd

### Альбомы
- 2009 — GO!
- 2011- GO- ON AIR
- 2013 - Magenta
- 2016 - "Alma"
- 2019 - "Еvolver"

### Ремиксы
- 2006 — Woody van Eyden ft. Jimmy H. — 'Y68'
- 2006 — John O'Callaghan & Bryan Kearney — 'Exactly'
- 2006 — Mr. Groove & Vergas — 'Just the Way I Like It'
- 2006 — Nu-NRG — 'Last Experience'
- 2006 — Lawrence Palmer — 'Streamline'
- 2006 — Greg Downey — 'Vivid Intent'
- 2007 — Thomas Bronzwaer — 'Close Horizon'
- 2007 — Dave202* — 'Inside Outside'
- 2007 — Yoav — 'Beautiful Lie'
- 2008 — Shadowrider — 'Blue Horizon'
- 2008 — Jose Amnesia — 'Follow Me'
- 2008 — Marc Marberg With Kyau & Albert — 'Neo Love'
- 2008 — André Visior & Kay Stone — 'Something For Your Mind'
- 2008 — Andy Hunter Feat. Mark Underdown — 'Stars'
- 2009 — Paul van Dyk ft. John McDaid — 'We Are One'
- 2009 — John O’Callaghan Feat. Lo-Fi Sugar — 'Never Fade Away'
- 2009 — Tom Colontonio — 'Mercury Retrograde'
- 2009 — Activa — 'Rise Above / Get On With It'
- 2009 — Talla 2XLC vs. Robert Burian — 'Déjà Vu'
- 2009 — Fabio XB & Andrea Mazza — 'Light To Lies'
- 2009 — Filo & Peri feat. Eric Lumiere — 'Soul And The Sun'
- 2010 — System F — 'Out Of The Blue 2010'
- 2011 — Solid Globe — 'North Pole'
- 2011 — Gareth Emery — 'Sanctuary'
- 2011 — Aly & Fila — 'Rosaires'
- 2011 — Armin Van Buuren — 'Take Me Where I Wanna Go'
- 2011 — Sly One Vs Jurrane — 'Everything To Me'
- 2012 — Paul van Dyk — 'I Don’t Deserve You'
- 2012 — Paul van Dyk Feat Adam Young — 'Eternity'
- 2013 — Armin van Buuren Feat Trevor Guthrie — 'This Is What It Feels Like'

## Награды
- 2006 — Trance Award for Best Live Act
- 2007 — Trance Award for Best Live Act